# روز جهانی مهربانی

روز جهانی مهربانی (انگلیسی: World Kindness Day) ۱۳ نوامبر است که در ۱۹۹۸ توسط جنبش جهانی مهربانی متشکل از سازمان‌های غیردولتی مهربانی ملل معرفی شد و در کشورهای متعددی از جمله؛ کانادا، ژاپن، استرالیا، نیجریه و امارات متحده عربی آن را اجرا کردند. سال ۲۰۰۹ سنگاپور به آن پیوست، ایتالیا و هند نیز آن را اجرا می‌کنند. همچنین در بریتانیا به رهبری دیوید جمیلی از مؤسسان روز مهربانی بریتانیا. در ۲۰۱۰ به درخواست انجمن شهروندان و والدین فدرال نیو ساوت ولز از وزیر اداره آموزش و پرورش آن ایالت این روز به تقویم اضافه شد. در ۲۰۱۲ به درخواست رئیس مهربانی جهانی استرالیا این روز با تقویم مدارس فدرال کشور و وزارت آموزش اضافه شد.
گلف نیوز سال ۲۰۰۹ نوشت که این روزی است که اشخاص را تشویق می‌کند تا از مرزها، نژاد و مذهب چشم‌پوشی کنند.